# Grand Prix automobile des Pays-Bas 1964
GP précédent GP suivant
Le Grand Prix des Pays-Bas 1964 (XIII Grote Prijs van Nederland), disputé sur le circuit de Zandvoort le 24 mai 1964, est la cent-vingt-troisième épreuve du championnat du monde de Formule 1 courue depuis 1950 et la deuxième manche du championnat 1964.

## Contexte avant la course

### Le championnat du monde
Depuis 1961, la Formule 1 suit la réglementation 1 500 cm3 (dérivée de l'ancienne Formule 2 de la période 1957 à 1960). Initialement prévue pour une période de trois ans, la formule a été prolongée de deux années supplémentaires par la Commission sportive internationale, garantissant la stabilité technique jusqu'à fin 1965. La réglementation s'appuie sur les points suivants :
- interdiction des moteurs suralimentés
- cylindrée minimale : 1 300 cm3
- cylindrée maximale : 1 500 cm3
- poids minimal : 450 kg (à sec)
- double circuit de freinage obligatoire
- arceau de sécurité obligatoire (le haut du cerceau devant dépasser le casque du pilote)
- démarreur de bord obligatoire
- carburant commercial
- ravitaillement en huile interdit durant la course

Victorieux lors de sept des dix manches du championnat, Jim Clark et sa Lotus ont écrasé de leur suprématie l'année 1963, le pilote écossais décrochant son premier titre mondial bien avant la fin de saison. Si, malgré une opposition renforcée, le tandem reste favori pour 1964, c'est cependant Graham Hill et sa nouvelle BRM à châssis monocoque qui ont profité de la malchance ayant frappé le jeune champion pour s'imposer lors de l'épreuve inaugurale à Monaco et prendre la tête du classement provisoire.

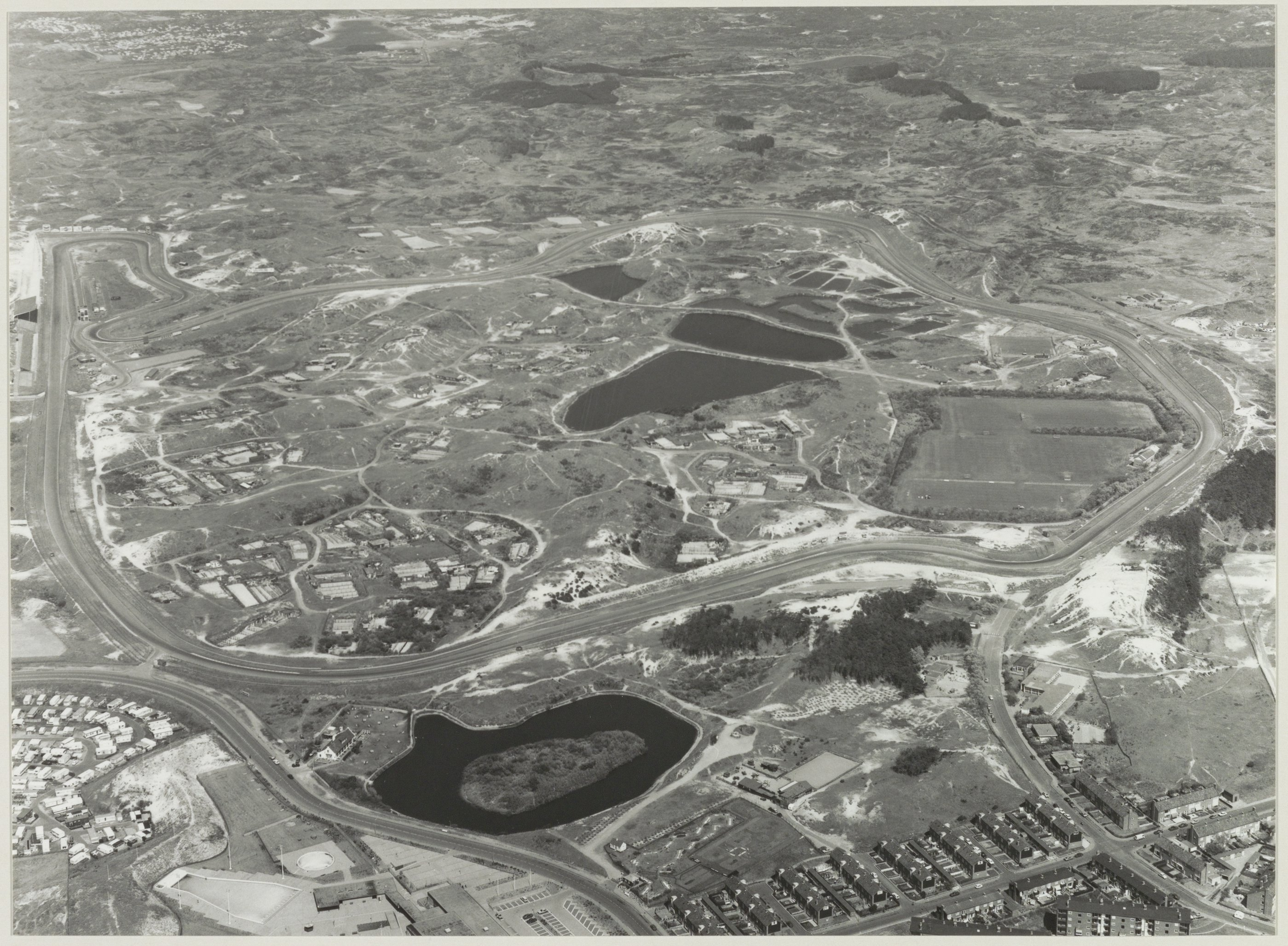
Le circuit permanent de Zandvoort, tracé dans les dunes.

### Le circuit
Inauguré en 1948 à l'occasion d'une course de Formule 1 remportée par la Maserati du Prince Bira, le circuit permanent de Zandvoort est depuis régulièrement utilisé pour les courses automobiles, plus occasionnellement pour les courses cyclistes et motocyclistes. La piste, assez sinueuse, sillonne les dunes du bord de mer, à l’ouest d'Haarlem. Les vents marins y déposent régulièrement du sable, rendant l'adhérence précaire et changeante. Dernier vainqueur du Grand Prix des Pays-Bas, en 1963, Jim Clark détient le record officiel du tracé, avec un tour à plus de 161 km/h au volant de sa Lotus F1. Le champion écossais avait auparavant tourné à 164,8 km/h de moyenne lors des essais.

## Monoplaces en lice
- Lotus 25 "Usine"

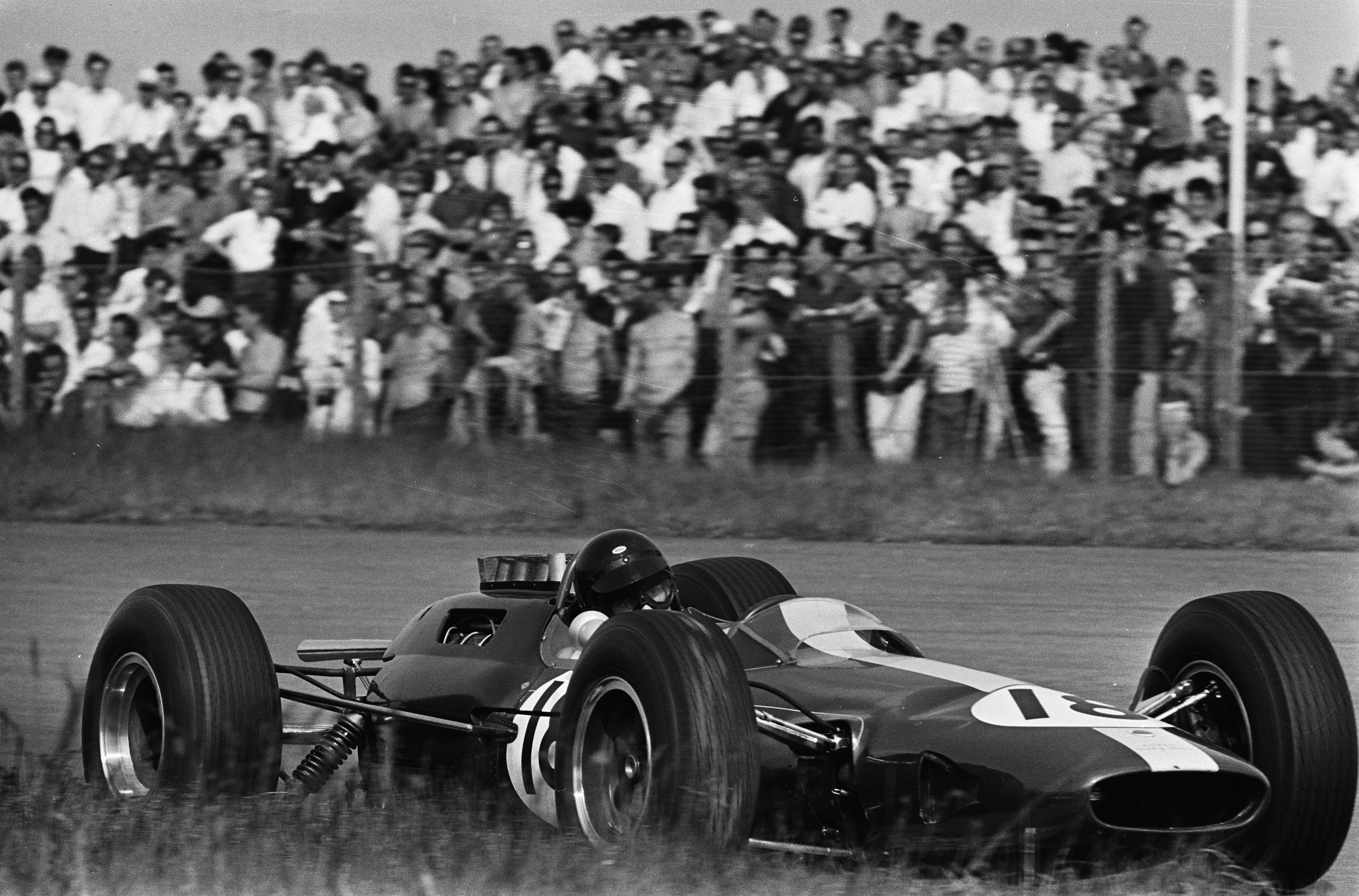
La Lotus 25 de Jim Clark.

Apparue en avril, La nouvelle Lotus 33 est toujours en cours de reconstruction après avoir été accidentée par Jim Clark aux 200 miles d'Aintree. Comme à Monaco, Clark et Peter Arundell utilisent donc toujours les précédents modèles 25, techniquement très proches d'autant que certaines améliorations techniques du nouveau modèle (au niveau de la transmission et de la suspension arrière) leur ont été greffées, leur valant l'appellation 25B. bâties autour d'une structure monocoque, les Lotus sont équipés d'un moteur V8 Coventry Climax FWMV à injection (205 chevaux à 9600 tr/min) et d'une boîte de vitesses ZF à cinq rapports. Elles pèsent 455 kg à vide.
- Lotus 25 privées

Tim Parnell engage deux Lotus 25 à moteur V8 BRM et boîte cinq vitesses Hewland pour Chris Amon et Mike Hailwood. Leur puissance est de l'ordre de 200 chevaux. Elles sont désormais équipées de jantes de treize pouces.
- BRM P261 "Usine"

Graham Hill et Richie Ginther disposent des P261 à structure monocoque avec lesquelles ils ont réalisé le doublé à Monaco. Dotées de la dernière évolution du moteur V8 à injection indirecte Lucas et d'une boîte six vitesses, elles disposent de plus de 210 chevaux à 11000 tr/min. Intégralement conçues à Bourne sous la direction technique de Tony Rudd, ces monoplaces sont au poids minimal de 450 kg. Pour l'épreuve néerlandaise, de petites canalisations d'air ont été ajoutées afin d'améliorer le refroidissement du cockpit.
- BRM P57 privées

La Scuderia Centro Sud engage ses deux P57 pour Giancarlo Baghetti et Tony Maggs. Rachetées à l'usine en début d'année, ces monoplaces à châssis multitubulaire pèsent 475 kg et utilisent l'ancienne version du moteur V8 à injection (plus de 200 chevaux). Elles sont toujours équipées de jantes de quinze pouces.
- Brabham BT7 "Usine"

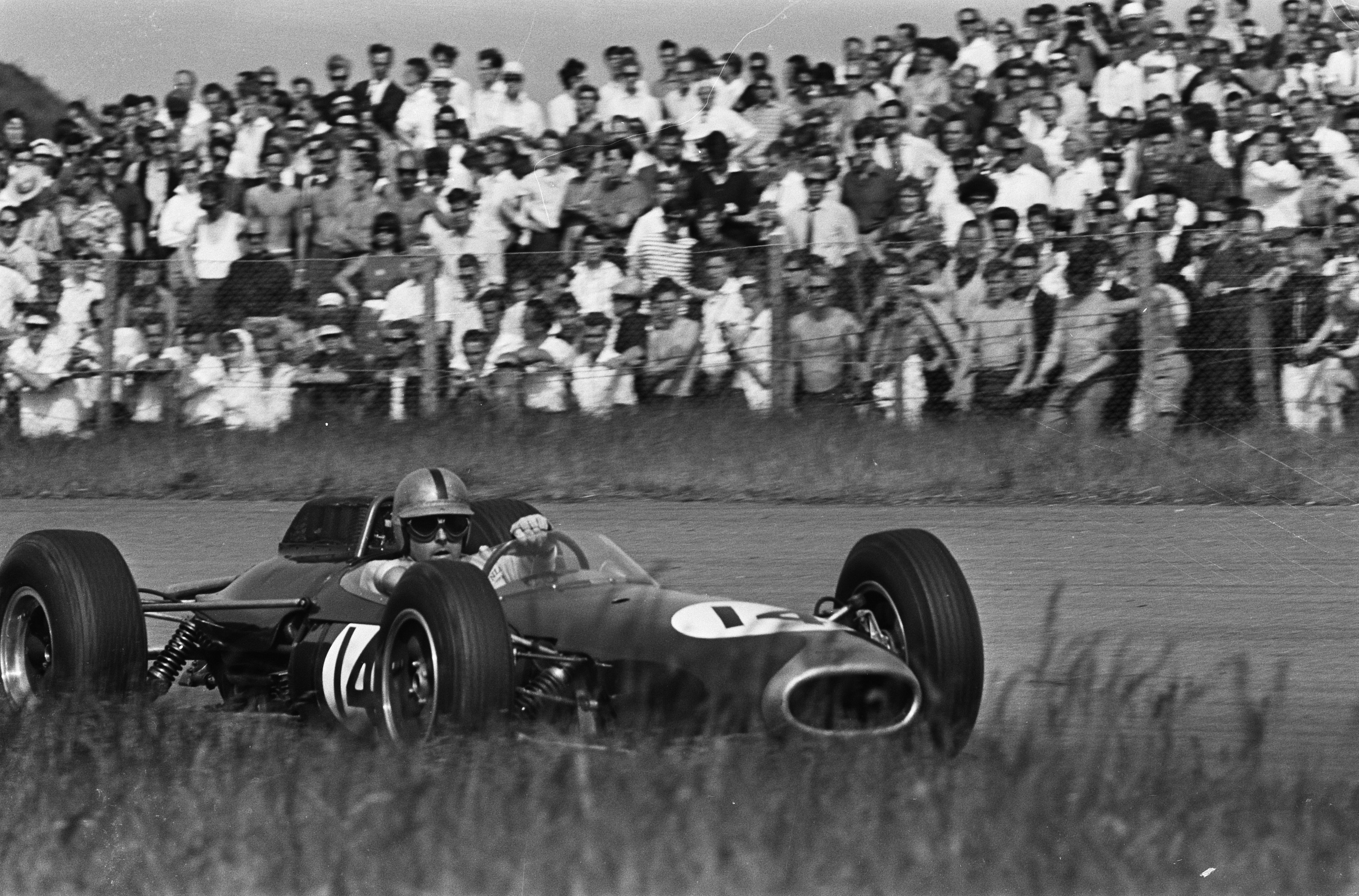
La Brabham BT7 de Jack Brabham.

Alors que les clients de la marque disposent des nouvelles BT11, Jack Brabham et Dan Gurney ont conservé leurs Brabham BT7 de la saison passée. Les deux modèles sont cependant très proches techniquement, s'appuyant sur une structure multitubulaire. Adaptées aux nouvelles jantes Dunlop de treize pouces, les BT7 sont dotées de la dernière version du moteur V8 Climax et d'une boîte de vitesses Hewland à cinq rapports. Elles pèsent 470 kg à vide.
- Brabham BT11 privées

La BT11 à moteur V8 BRM du Rob Walker Racing Team a été totalement réparée après l'incendie survenu lors des essais de l'International Trophy, et Joakim Bonnier peut de nouveau en disposer. Elle est équipée d'une boîte de vitesses Colotti à six rapports. Le pilote indépendant Joseph Siffert vient d'acquérir un modèle identique, qu'il étrenne à Zandvoort. Le Britannique Bob Anderson a quant à lui équipé sa BT11 d'un ancien moteur V8 Climax à carburateurs (développant environ 190 chevaux) et d'une boîte cinq vitesses Hewland.
- Ferrari 156 & 158 "Usine"

La Scuderia Ferrari a amené deux Ferrari 158, dont une flambant neuve. Elles sont confiées à John Surtees et Lorenzo Bandini. Monoplaces à structure monocoque, les 158 utilisent le nouveau moteur à huit cylindres en vé à 90 degrés, alimenté par un système d'injection directe Bosch, développant 210 chevaux à 11000 tr/min, accouplé à une boîte de vitesses à cinq rapports. Elles pèsent 468 kg à sec. L'écurie dispose en guise de mulet d'une 156 Aero de la saison passée. De structure identique, la 156 utilise l'ancien six cylindres en vé à 120 degrés (délivrant 205 chevaux à 10500 tr/min). Elle pèse 460 kg. Les Ferrari sont les seules monoplaces du plateau disposant de freins arrière accolés au différentiel.
- Cooper T73 "Usine"

John Cooper engage deux T73 à moteur V8 Climax à injection pour Bruce McLaren et Phil Hill. Extrapolée de la précédente T66, la T73 bénéficie cependant d'une rigidité supérieure à celle de sa devancière grâce au plaquage de feuilles d'aluminium sur sa structure multitubulaire. La transmission est assurée par une boîte six vitesses réalisée en interne à l'usine de Surbiton. La T73 pèse 460 kg à sec. Pour sa conception, McLaren a étroitement collaboré avec le directeur technique Owen Maddock. Une T66 a également été amenée à Zandvoort, servant surtout de banque pour pièces de rechange.
- Cooper T66 privée

La Cooper T66 à moteur V8 Climax utilisée par Bonnier à Monaco sert maintenant de voiture de réserve au sein de l'écurie de Rob Walker.
- Porsche 718 privée

Le gentleman-driver Carel Godin de Beaufort dispute sa quatrième saison avec sa vénérable Porsche 718 à moteur quatre cylindres à plat refroidi par air. Rachetée à l'usine de Zuffenhausen fin 1960, cette ancienne monoplace de Formule 2 semble totalement obsolète et ne dispose que de 165 chevaux. Sa fiabilité exemplaire lui permet cependant de finir la plupart des courses où elle est engagée.

## Coureurs inscrits

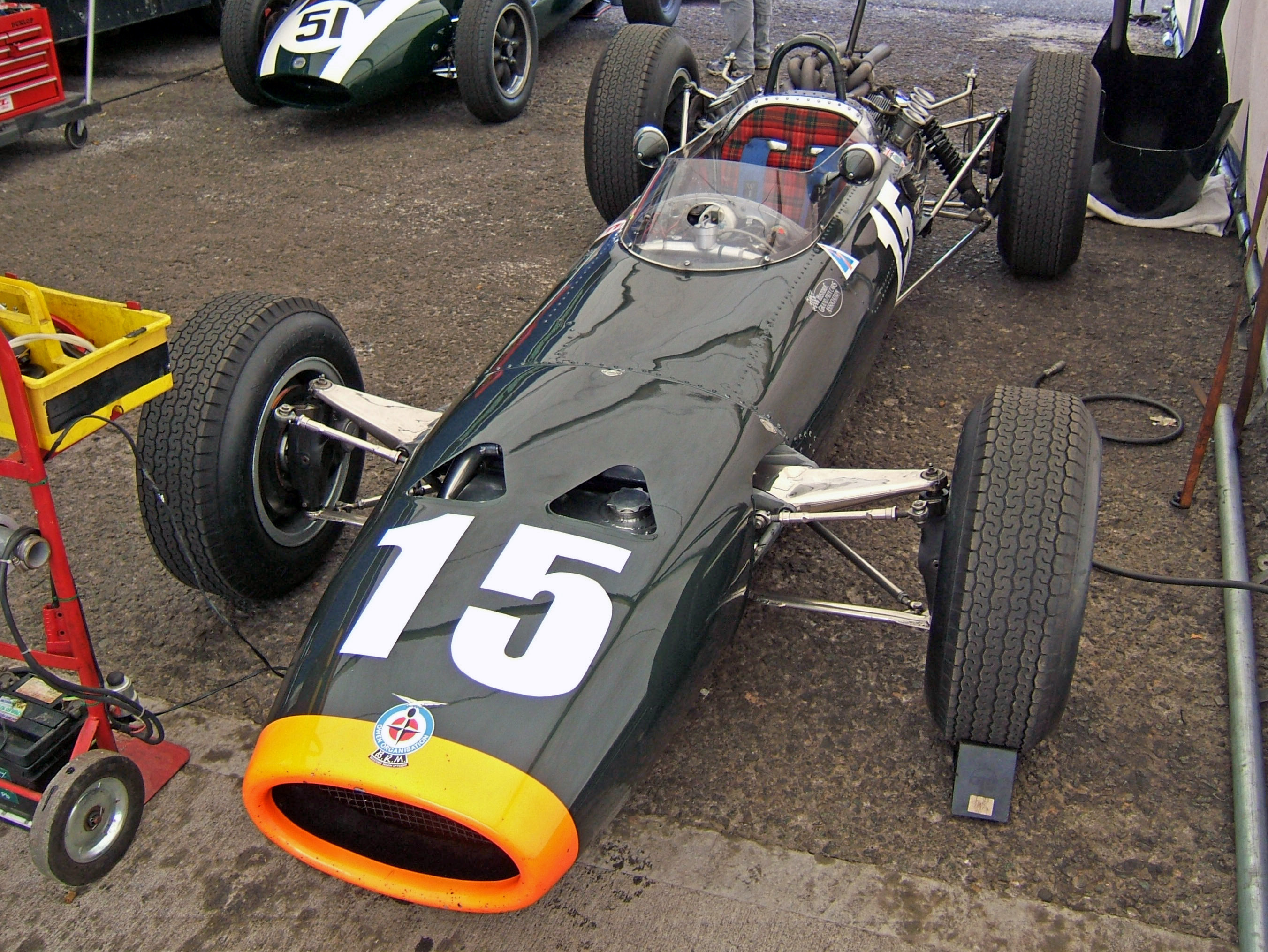
Une BRM P261 lors d'une manifestation historique.

| no  | Pilote                  | Écurie                      | Constructeur | Modèle           | N° châssis | Moteur                        | Pneumatiques |
| --- | ----------------------- | --------------------------- | ------------ | ---------------- | ---------- | ----------------------------- | ------------ |
| 2   | John Surtees            | SpA Ferrari SEFAC           | Ferrari      | Ferrari 158      | 158/0006   | Ferrari 205B V8               | D            |
| 4   | Lorenzo Bandini         | SpA Ferrari SEFAC           | Ferrari      | Ferrari 158      | 158/0005   | Ferrari 205B V8               | D            |
| 4T  | Lorenzo Bandini         | SpA Ferrari SEFAC           | Ferrari      | Ferrari 156 Aero | 156/0001   | Ferrari 178 V6 (120°)         | D            |
| 6   | Graham Hill             | Owen Racing Organisation    | BRM          | BRM P261         | 2614       | BRM P60 V8                    | D            |
| 8   | Richie Ginther          | Owen Racing Organisation    | BRM          | BRM P261         | 2613       | BRM P60 V8                    | D            |
| 10  | Chris Amon              | Reg Parnell Racing          | Lotus        | Lotus 25         | 25 R3      | BRM P56 V8                    | D            |
| 12  | Mike Hailwood           | Reg Parnell Racing          | Lotus        | Lotus 25         | 25 R7      | BRM P56 V8                    | D            |
| 14  | Jack Brabham            | Brabham Racing Organisation | Brabham      | Brabham BT7      | F1-2-63    | Coventry Climax FWMV MkIII V8 | D            |
| 16  | Dan Gurney              | Brabham Racing Organisation | Brabham      | Brabham BT7      | F1-1-63    | Coventry Climax FWMV MkIII V8 | D            |
| 18  | Jim Clark               | Team Lotus                  | Lotus        | Lotus 25B        | 25 R6      | Coventry Climax FWMV MkIII V8 | D            |
| 20  | Peter Arundell          | Team Lotus                  | Lotus        | Lotus 25B        | 25 R4      | Coventry Climax FWMV MkIII V8 | D            |
| 22  | Phil Hill               | Cooper Car Company          | Cooper       | Cooper T73       | F1-2-64    | Coventry Climax FWMV MkIII V8 | D            |
| 24  | Bruce McLaren           | Cooper Car Company          | Cooper       | Cooper T73       | F1-1-64    | Coventry Climax FWMV MkIII V8 | D            |
| 26  | Joakim Bonnier          | Rob Walker Racing Team      | Brabham      | Brabham BT11     | F1-4-64    | BRM P56 V8                    | D            |
| 26T | Joakim Bonnier          | Rob Walker Racing Team      | Cooper       | Cooper T66       | F1-2-63    | Coventry Climax FWMV MkII V8  | D            |
| 28  | Carel Godin de Beaufort | Ecurie Maarsbergen          | Porsche      | Porsche 718      | 718-201    | Porsche 547/3 F4              | D            |
| 30  | Tony Maggs              | Scuderia Centro Sud         | BRM          | BRM P57          | 5785       | BRM P56 V8                    | D            |
| 32  | Giancarlo Baghetti      | Scuderia Centro Sud         | BRM          | BRM P57          | 5784       | BRM P56 V8                    | D            |
| 34  | Bob Anderson            | DW Racing Enterprises       | Brabham      | Brabham BT11     | F1-5-64    | Coventry Climax FWMV MkI V8   | D            |
| 36  | Joseph Siffert          | Siffert Racing Team         | Brabham      | Brabham BT11     | F1-6-64    | BRM P56 V8                    | D            |

## Qualifications
Trois séances qualificatives sont programmées, le vendredi (une le matin, une l'après-midi) et le samedi après-midi précédant la course.

### Première séance - vendredi 22 mai (matin)
La première session qualificative commence le vendredi à dix heures, sous le soleil. Jack Brabham est parmi les premiers à prendre la piste, le pilote australien n'ayant prévu de participer qu'à cette seule séance avant de partir disputer les essais des 500 miles d'Indianapolis. Il parvient rapidement à établir un temps de référence, proche du record officiel de la piste. Son coéquipier Dan Gurney se montre très à l'aise sur ce circuit et se place d'emblée en haut de la hiérarchie en compagnie de Jim Clark (Lotus) et de Graham Hill (BRM). Tous trois dominent nettement leurs adversaires et c'est finalement Gurney qui se voit attribuer le meilleur temps de la matinée, à 165,5 km/h de moyenne, quatre dixièmes de seconde devant Clark, Hill échouant à plus d'une seconde. Malgré les remarques de nombreux chronométreurs affirmant que les temps de Clark et Gurney avaient été inversés, les officiels ne corrigèrent pas les résultats.

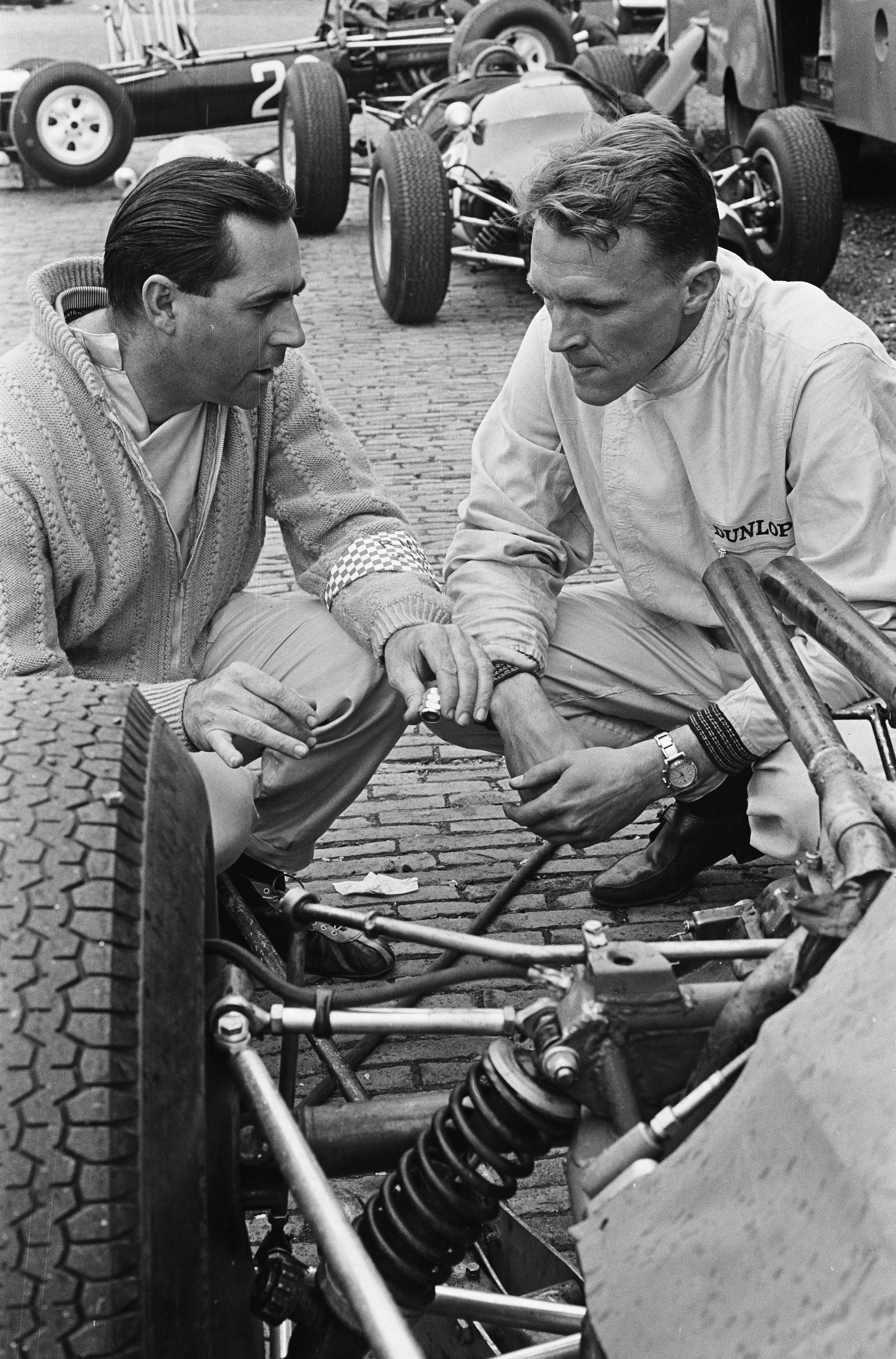
Jack Brabham et Dan Gurney (qui sera crédité du meilleur temps), en discussion technique lors de la séance d'essais du vendredi matin.

| Pos. | Pilote             | Écurie         | Temps        | Écart    |
| ---- | ------------------ | -------------- | ------------ | -------- |
| 1    | Dan Gurney         | Brabham-Climax | 1 min 31 s 2 |          |
| 2    | Jim Clark          | Lotus-Climax   | 1 min 31 s 6 | + 0 s 4  |
| 3    | Graham Hill        | BRM            | 1 min 32 s 4 | + 1 s 2  |
| 4    | John Surtees       | Ferrari        | 1 min 33 s 8 | + 2 s 6  |
| 5    | Jack Brabham       | Brabham-Climax | 1 min 33 s 8 | + 2 s 6  |
| 6    | Richie Ginther     | BRM            | 1 min 34 s 6 | + 3 s 4  |
| 7    | Peter Arundell     | Lotus-Climax   | 1 min 35 s 5 | + 4 s 3  |
| 8    | Chris Amon         | Lotus-BRM      | 1 min 35 s 9 | + 4 s 7  |
| 9    | Mike Hailwood      | Lotus-BRM      | 1 min 36 s 1 | + 4 s 9  |
| 10   | Lorenzo Bandini    | Ferrari        | 1 min 36 s 6 | + 5 s 4  |
| 11   | Bruce McLaren      | Cooper-Climax  | 1 min 36 s 6 | + 5 s 4  |
| 12   | Phil Hill          | Cooper-Climax  | 1 min 37 s 1 | + 5 s 9  |
| 13   | Joakim Bonnier     | Brabham-BRM    | 1 min 37 s 1 | + 5 s 9  |
| 14   | Bob Anderson       | Brabham-Climax | 1 min 38 s 2 | + 7 s 0  |
| 15   | Giancarlo Baghetti | BRM            | 1 min 38 s 3 | + 7 s 1  |
| 16   | Tony Maggs         | BRM            | 1 min 41 s 7 | + 10 s 5 |

### Deuxième séance - vendredi 22 mai (après-midi)
Clark, Gurney et Hill se mettent à nouveau en évidence l'après-midi et c'est le champion du monde qui aura le dernier mot, échouant toutefois à un dixième de seconde du meilleur temps de la matinée, devançant Hill de justesse, alors que Gurney, troisième, n'a pu rééditer sa performance précédente. Sa nouvelle Ferrari V8 n'étant pas encore prête, c'est au volant de celle de son coéquipier a dû utiliser celle de son coéquipier Lorenzo Bandini que John Surtees réalise le quatrième temps, le pilote italien ayant dû se rabattre sur le mulet à moteur V6. Bénéficiant de l'aide de Clark qui l'a tiré plusieurs tours dans son sillage, Peter Arundell a bien progressé et obtient le cinquième meilleur temps.

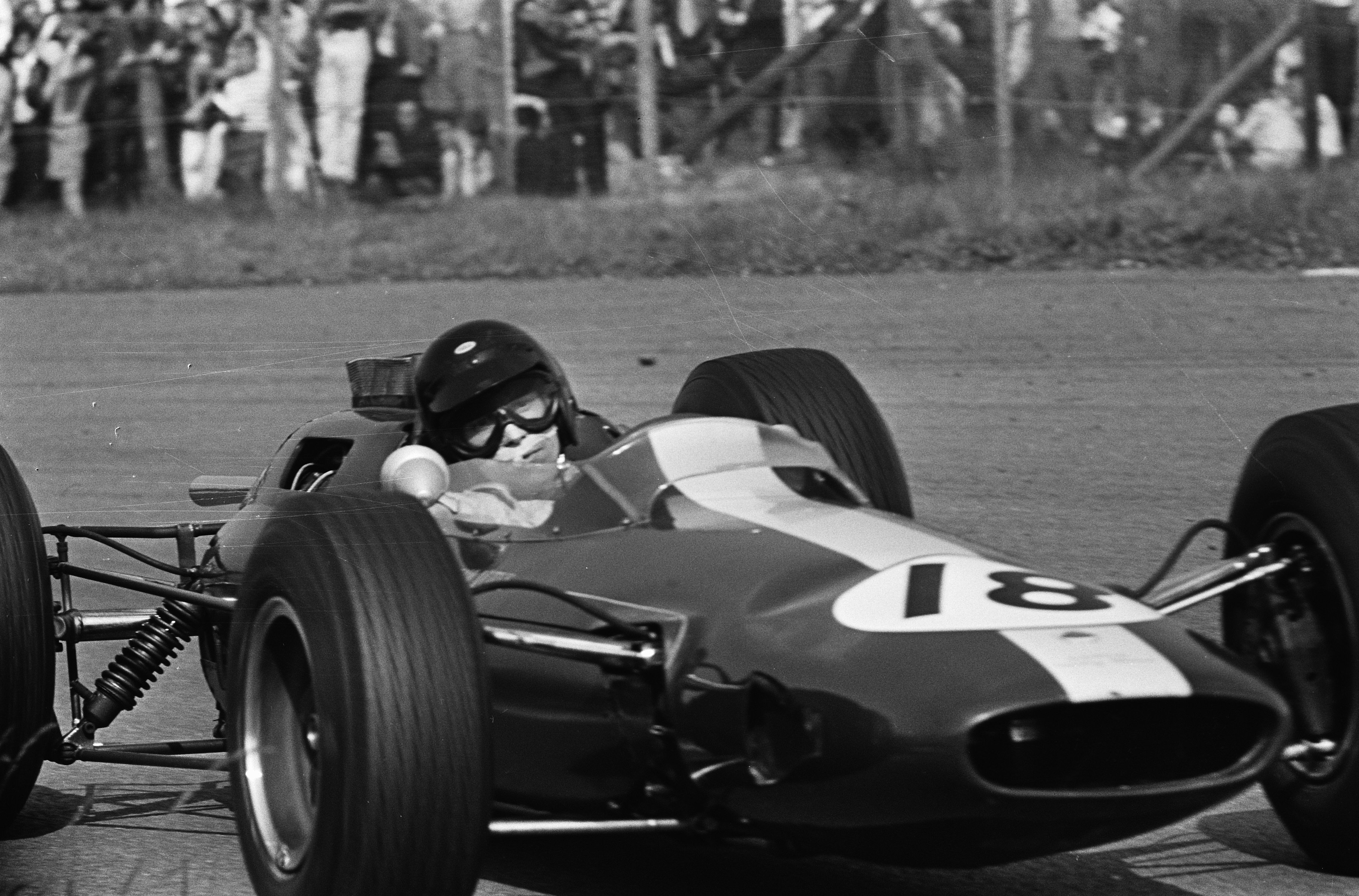
Sur sa Lotus 25, Jim Clark a réalisé le meilleur temps de la deuxième séance d'essais.

| Pos. | Pilote                  | Écurie         | Temps        | Écart   |
| ---- | ----------------------- | -------------- | ------------ | ------- |
| 1    | Jim Clark               | Lotus-Climax   | 1 min 31 s 3 |         |
| 2    | Graham Hill             | BRM            | 1 min 31 s 4 | + 0 s 1 |
| 3    | Dan Gurney              | Brabham-Climax | 1 min 32 s 3 | + 1 s 0 |
| 4    | John Surtees            | Ferrari        | 1 min 32 s 8 | + 1 s 5 |
| 5    | Peter Arundell          | Lotus-Climax   | 1 min 33 s 5 | + 2 s 2 |
| 6    | Richie Ginther          | BRM            | 1 min 34 s 0 | + 2 s 7 |
| 7    | Phil Hill               | Cooper-Climax  | 1 min 34 s 8 | + 3 s 5 |
| 8    | Lorenzo Bandini         | Ferrari        | 1 min 35 s 4 | + 4 s 1 |
| 9    | Bruce McLaren           | Cooper-Climax  | 1 min 35 s 6 | + 4 s 3 |
| 10   | Chris Amon              | Lotus-BRM      | 1 min 35 s 9 | + 4 s 6 |
| 11   | Bob Anderson            | Brabham-Climax | 1 min 36 s 8 | + 5 s 5 |
| 12   | Mike Hailwood           | Lotus-BRM      | 1 min 37 s 6 | + 6 s 3 |
| 13   | Tony Maggs              | BRM            | 1 min 37 s 6 | + 6 s 3 |
| 14   | Joakim Bonnier          | Brabham-BRM    | 1 min 38 s 2 | + 6 s 9 |
| 15   | Giancarlo Baghetti      | BRM            | 1 min 39 s 2 | + 7 s 9 |
| 16   | Carel Godin de Beaufort | Porsche        | 1 min 39 s 9 | + 8 s 6 |

### Troisième séance - samedi 23 mai (après-midi)
La dernière session, le samedi après-midi, se déroule à nouveau sous le soleil. Alors que beaucoup améliorent leurs temps de la veille, Gurney, Hill et Clark se contentent de faire la mise au point de leurs monoplaces sans rechercher la performance. Hill se montre néanmoins le plus rapide de la journée, devant Clark et Surtees, ce dernier disposant enfin de son nouveau châssis. Grâce au temps enregistré le vendredi matin, Gurney s'adjuge la pole position ; il partira à la corde de la première ligne au côté de Clark et Hill. À la fin des essais, un bras de suspension arrière a cédé sur la BRM de Tony Maggs et la voiture s'est retournée. Le pilote sud-africain est indemne, mais il va devoir déclarer forfait, sa monoplace ne pouvant être réparée avant la course.
| Pos. | Pilote             | Écurie         | Temps        | Écart    |
| ---- | ------------------ | -------------- | ------------ | -------- |
| 1    | Graham Hill        | BRM            | 1 min 32 s 2 |          |
| 2    | Jim Clark          | Lotus-Climax   | 1 min 32 s 6 | + 0 s 4  |
| 3    | John Surtees       | Ferrari        | 1 min 33 s 0 | + 0 s 8  |
| 4    | Dan Gurney         | Brabham-Climax | 1 min 33 s 0 | + 0 s 8  |
| 5    | Bruce McLaren      | Cooper-Climax  | 1 min 33 s 3 | + 1 s 1  |
| 6    | Richie Ginther     | BRM            | 1 min 34 s 0 | + 1 s 8  |
| 7    | Peter Arundell     | Lotus-Climax   | 1 min 34 s 9 | + 2 s 7  |
| 8    | Phil Hill          | Cooper-Climax  | 1 min 34 s 9 | + 2 s 7  |
| 9    | Lorenzo Bandini    | Ferrari        | 1 min 35 s 0 | + 2 s 8  |
| 10   | Bob Anderson       | Brabham-Climax | 1 min 35 s 4 | + 3 s 2  |
| 11   | Joakim Bonnier     | Brabham-BRM    | 1 min 35 s 4 | + 3 s 2  |
| 12   | Chris Amon         | Lotus-BRM      | 1 min 35 s 9 | + 3 s 7  |
| 13   | Tony Maggs         | BRM            | 1 min 37 s 0 | + 4 s 8  |
| 14   | Giancarlo Baghetti | BRM            | 1 min 38 s 0 | + 5 s 8  |
| 15   | Jo Siffert         | Brabham-BRM    | 1 min 44 s 0 | + 11 s 8 |

### Tableau final des qualifications
| Pos. | Pilote                  | Écurie         | Temps        | Écart    | Commentaire                                                         |
| ---- | ----------------------- | -------------- | ------------ | -------- | ------------------------------------------------------------------- |
| 1    | Dan Gurney              | Brabham-Climax | 1 min 31 s 2 |          | temps réalisé le vendredi matin                                     |
| 2    | Jim Clark               | Lotus-Climax   | 1 min 31 s 3 | + 0 s 1  | temps réalisé le vendredi après-midi                                |
| 3    | Graham Hill             | BRM            | 1 min 31 s 4 | + 0 s 2  | temps réalisé le vendredi après-midi                                |
| 4    | John Surtees            | Ferrari        | 1 min 32 s 8 | + 1 s 6  | temps réalisé le vendredi après-midi                                |
| 5    | Bruce McLaren           | Cooper-Climax  | 1 min 33 s 3 | + 2 s 1  | temps réalisé le samedi après-midi                                  |
| 6    | Peter Arundell          | Lotus-Climax   | 1 min 33 s 5 | + 2 s 3  | temps réalisé le vendredi après-midi                                |
| 7    | Jack Brabham            | Brabham-Climax | 1 min 33 s 8 | + 2 s 6  | temps réalisé le vendredi matin                                     |
| 8    | Richie Ginther          | BRM            | 1 min 34 s 0 | + 2 s 8  | temps réalisé le samedi après-midi                                  |
| 9    | Phil Hill               | Cooper-Climax  | 1 min 34 s 8 | + 3 s 6  | temps réalisé le vendredi après-midi                                |
| 10   | Lorenzo Bandini         | Ferrari        | 1 min 35 s 0 | + 3 s 8  | temps réalisé le samedi après-midi                                  |
| 11   | Bob Anderson            | Brabham-Climax | 1 min 35 s 4 | + 4 s 2  | temps réalisé le samedi après-midi                                  |
| 12   | Joakim Bonnier          | Brabham-BRM    | 1 min 35 s 4 | + 4 s 2  | temps réalisé le samedi après-midi                                  |
| 13   | Chris Amon              | Lotus-BRM      | 1 min 35 s 9 | + 4 s 7  | temps réalisé le vendredi matin, égalé dans les deux autres séances |
| 14   | Mike Hailwood           | Lotus-BRM      | 1 min 36 s 1 | + 4 s 9  | temps réalisé le vendredi matin                                     |
| 15   | Tony Maggs              | BRM            | 1 min 37 s 0 | + 5 s 8  | temps réalisé le samedi après-midi                                  |
| 16   | Giancarlo Baghetti      | BRM            | 1 min 38 s 0 | + 6 s 8  | temps réalisé le samedi après-midi                                  |
| 17   | Carel Godin de Beaufort | Porsche        | 1 min 39 s 9 | + 8 s 7  | temps réalisé le vendredi après-midi                                |
| 18   | Joseph Siffert          | Brabham-BRM    | 1 min 44 s 0 | + 12 s 8 | temps réalisé le samedi après-midi                                  |

## Grille de départ du Grand Prix
| 1re ligne | Pos. 3                       |                              | Pos. 2                        |                              | Pos. 1                        |
|           | G. Hill BRM 1 min 31 s 4     |                              | Clark Lotus 1 min 31 s 3      |                              | Gurney Brabham 1 min 31 s 2   |
| 2e ligne  |                              | Pos. 5                       |                               | Pos. 4                       |                               |
|           |                              | McLaren Cooper 1 min 33 s 3  |                               | Surtees Ferrari 1 min 32 s 8 |                               |
| 3e ligne  | Pos. 8                       |                              | Pos. 7                        |                              | Pos. 6                        |
|           | Ginther BRM 1 min 34 s 0     |                              | Brabham 1 min 33 s 8          |                              | Arundell Lotus 1 min 33 s 5   |
| 4e ligne  |                              | Pos. 10                      |                               | Pos. 9                       |                               |
|           |                              | Bandini Ferrari 1 min 35 s 0 |                               | P. Hill Cooper 1 min 34 s 8  |                               |
| 5e ligne  | Pos. 13                      |                              | Pos. 12                       |                              | Pos. 11                       |
|           | Amon Lotus 1 min 35 s 9      |                              | Bonnier Brabham 1 min 35 s 4  |                              | Anderson Brabham 1 min 35 s 4 |
| 6e ligne  |                              | Pos. 15                      |                               | Pos. 14                      |                               |
|           |                              | Emplacement vide             |                               | Hailwood Lotus 1 min 36 s 1  |                               |
| 7e ligne  | Pos. 18                      |                              | Pos. 17                       |                              | Pos. 16                       |
|           | Siffert Brabham 1 min 44 s 0 |                              | Beaufort Porsche 1 min 39 s 9 |                              | Baghetti BRM 1 min 38 s 0     |

- La place à l'extérieur de la sixième ligne est restée vacante, Tony Maggs (qui avait réalisé le quinzième temps des essais) ayant dû déclarer forfait après avoir fortement endommagé sa BRM lors de la dernière séance qualificative.

## Déroulement de la course

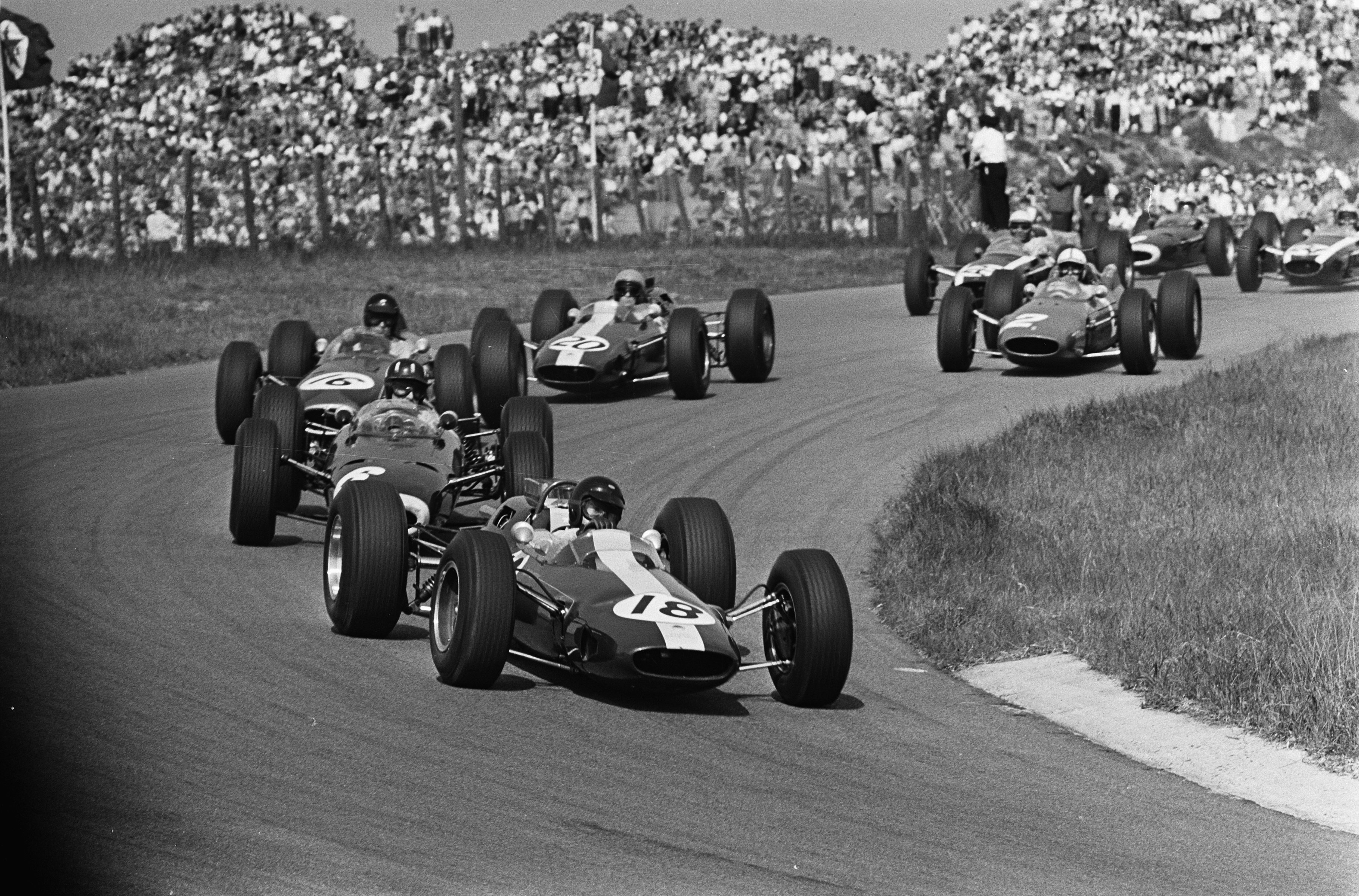
La Lotus de Jim Clark devant la BRM de Graham Hill et la Brabham de Dan Gurney quelques instant après le départ de la course.

Le départ de l'épreuve est donné aux environs de quinze heures trente, sous le soleil et devant une foule très dense. La Brabham de Dan Gurney, la Lotus de Jim Clark et la BRM de Graham Hill s'élancent dans un parfait ensemble et abordent de front l'épingle de Tarzan ; Clark parvient à plonger le premier à la corde, tandis que Hill déborde Gurney (qui a freiné plus tôt) par l'extérieur. Les trois pilotes accomplissent le premier tour dans cet ordre, la Lotus de Peter Arundell et la Ferrari de John Surtees menant le peloton de chasse. Hill et Gurney se rapprochent très légèrement de Clark au deuxième tour, mais dès le suivant le champion du monde commence à prendre un peu de champ sur ses adversaires, bientôt rejoints par Surtees qui a débordé Arundell. Après cinq tours, l'écart entre la voiture de tête et le petit groupe de poursuivants est de deux secondes, tandis qu'Arundell, quatrième, est déjà à près de neuf secondes de son coéquipier. Surtees reste quelques boucles dans les roues de Gurney, avant de le déborder au cours du dixième tour pour le gain de la troisième place. Tandis que Clark augmente régulièrement son avance sur Hill, Surtees et Gurney, roulant de concert restent au contact de la BRM. À la fin du vingtième tour, Clark possède un avantage de neuf secondes sur Hill, qui évolue une cinquantaine de mètres devant Surtees, Gurney se tenant dans le sillage de la Ferrari. Deux boucles plus tard, Surtees dépasse Hill, dont le moteur commence à avoir des ratés, son carburant s'évaporant dans le circuit d'alimentation. Quelques instants après, Gurney ralentit soudain et rentre au stand pour y abandonner, volant cassé.
Clark compte alors quatorze secondes d'avance sur Surtees, désormais son seul adversaire dangereux car Hill commence à perdre environ deux secondes au tour à cause de ses problèmes de carburation. Quatrième, Arundell accuse un retard de près de quarante-cinq secondes. Il est suivi à distance par Jack Brabham et la Cooper de Bruce McLaren. Bien que tournant sensiblement moins vite qu'en début d'épreuve, il continue néanmoins à creuser l'écart, qui atteint vingt-neuf secondes à la mi-course, alors que Hill perd toujours régulièrement du terrain et se trouve à plus d'une minute de la Lotus de tête. Plus loin viennent Arundell et Brabham, alors que McLaren, toujours sixième, compte un tour de retard. Séparés de cinq secondes, Arundell et Brabham sont en train de rattraper progressivement Hill lorsque le champion australien s'arrête sur le circuit, allumage défaillant. Arundell a alors la BRM de Hill en ligne de mire, et au quarante-septième tour il s'empare facilement de la troisième place. Hill tourne de plus en plus lentement et à la fin du cinquante-et-unième tour il regagne son stand ; à l'aide d'un entonnoir, ses mécaniciens versent de l'eau froide sur la pompe d'injection, solution testée un peu plus tôt sur la voiture de son coéquipier Richie Ginther, affectée du même problème. Comptant un tour et demi de retard sur l'homme de tête, Hill repart en sixième position derrière la Cooper de McLaren Lotus de Chris Amon, mais son moteur fonctionne à nouveau correctement et quelques tours plus tard le champion britannique déborde sans coup férir les deux pilotes néo-zélandais et  récupère sa quatrième place. Devant, Clark se contente dorénavant de calquer son allure sur celle de Surtees et de maintenir ses quarante-cinq secondes d'avance. Amon a réussi à dépasser son compatriote McLaren et s'en détache rapidement. Les positions sont acquises et la course sombre dans la monotonie. Le dernier quart de la course n'apportera aucun changement parmi les cinq premiers, seule la belle fin de course de Bob Anderson, sur sa Brabham privée, tenant le public en haleine. Le pilote britannique reprend une à deux secondes au tour à McLaren et va parvenir à lui arracher la sixième place à cinq minutes de l'arrivée. La course se termine sur une insolente victoire du champion du monde, devant Surtees et Arundell. Seulement quatrième après ses déboires, Hill est rejoint par Clark en tête du championnat du monde.

### Classements intermédiaires
Classements intermédiaires des monoplaces aux premier, cinquième, dixième, vingtième, vingt-cinquième, trentième, quarantième, cinquantième, soixantième et soixante-dixième tours,.

### Classement de la course

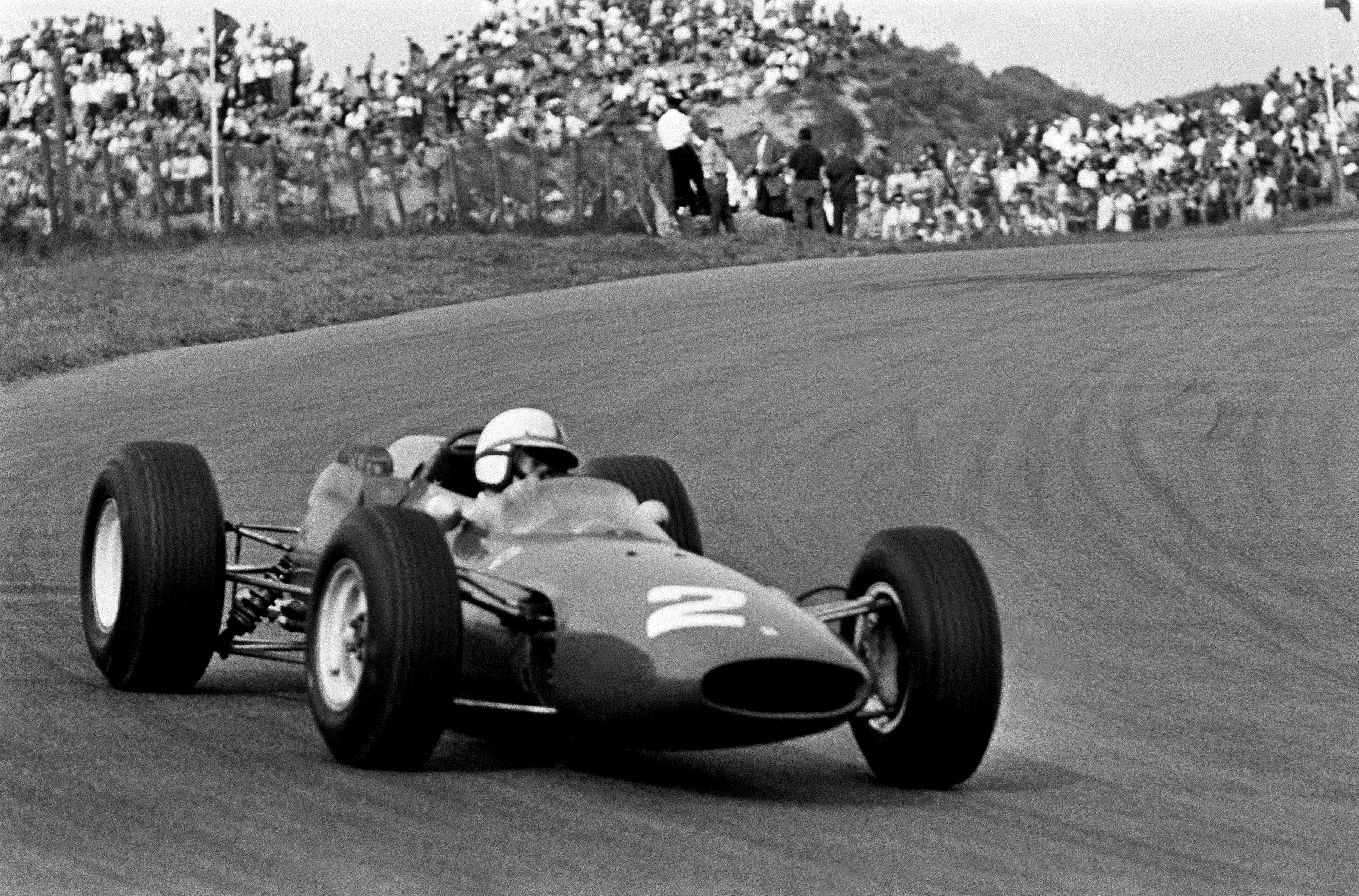
La Ferrari 158 de John Surtees, seul pilote à terminer dans le même tour que le vainqueur.

| Pos  | No | Pilote                  | Écurie         | Tours | Temps/Abandon                  | Grille | Points |
| ---- | -- | ----------------------- | -------------- | ----- | ------------------------------ | ------ | ------ |
| 1    | 18 | Jim Clark               | Lotus-Climax   | 80    | 2 h 07 min 35 s 4              | 2      | 9      |
| 2    | 2  | John Surtees            | Ferrari        | 80    | 2 h 08 min 29 s 0 (+ 53 s 6)   | 4      | 6      |
| 3    | 20 | Peter Arundell          | Lotus-Climax   | 79    | 2 h 07 min 52 s 6 (+ 1 tour)   | 6      | 4      |
| 4    | 6  | Graham Hill             | BRM            | 79    | 2 h 08 min 12 s 8 (+ 1 tour)   | 3      | 3      |
| 5    | 10 | Chris Amon              | Lotus-BRM      | 79    | 2 h 09 min 17 s 0 (+ 1 tour)   | 13     | 2      |
| 6    | 34 | Bob Anderson            | Brabham-Climax | 78    | 2 h 07 min 59 s 2 (+ 2 tours)  | 11     | 1      |
| 7    | 24 | Bruce McLaren           | Cooper-Climax  | 78    | 2 h 08 min 10 s 2 (+ 2 tours)  | 5      |        |
| 8    | 22 | Phil Hill               | Cooper-Climax  | 76    | 2 h 07 min 47 s 4 (+ 4 tours)  | 9      |        |
| 9    | 26 | Joakim Bonnier          | Brabham-BRM    | 76    | 2 h 08 min 06 s 4 (+ 4 tours)  | 12     |        |
| 10   | 32 | Giancarlo Baghetti      | BRM            | 74    | 2 h 09 min 14 s 2 (+ 6 tours)  | 16     |        |
| 11   | 8  | Richie Ginther          | BRM            | 64    | 2 h 09 min 16 s 2 (+ 16 tours) | 8      |        |
| 12   | 12 | Mike Hailwood           | Lotus-BRM      | 57    | Différentiel                   | 14     |        |
| 13   | 36 | Jo Siffert              | Brabham-BRM    | 55    | 2 h 08 min 21 s 5 (+ 25 tours) | 18     |        |
| Abd. | 14 | Jack Brabham            | Brabham-Climax | 44    | Allumage                       | 7      |        |
| Abd. | 16 | Dan Gurney              | Brabham-Climax | 23    | Direction                      | 1      |        |
| Abd. | 4  | Lorenzo Bandini         | Ferrari        | 20    | Allumage                       | 10     |        |
| Abd. | 28 | Carel Godin de Beaufort | Porsche        | 8     | Moteur                         | 17     |        |
| Np.  | 30 | Tony Maggs              | BRM            |       | Accident aux essais            |        |        |

Légende :
- Abd.=abandon
- Np.= Non partant

### Pole position et record du tour
- Pole position :  Dan Gurney en 1 min 31 s 2 (vitesse moyenne : 165,513 km/h). Temps réalisé lors de la séance d'essais matinale du vendredi 22 mai[1].
- Meilleur tour en course :  Jim Clark en 1 min 32 s 8 au 6e tour (vitesse moyenne : 162,659 km/h).

#### Évolution du record du tour en course
Le meilleur tour fut amélioré trois fois au cours de l'épreuve.

### Tours en tête
- Jim Clark : 80 tours (1-80)

## Classement général à l'issue de la course
- Attribution des points : 9, 6, 4, 3, 2, 1 respectivement aux six premiers de chaque épreuve.
- Pour la coupe des constructeurs, même barème et seule la voiture la mieux classée de chaque équipe inscrit des points.
- Seuls les six meilleurs résultats sont comptabilisés.
- Le règlement permet aux pilotes de se relayer sur une même voiture, les points éventuellement acquis étant alors perdus pour pilotes et constructeur[1].

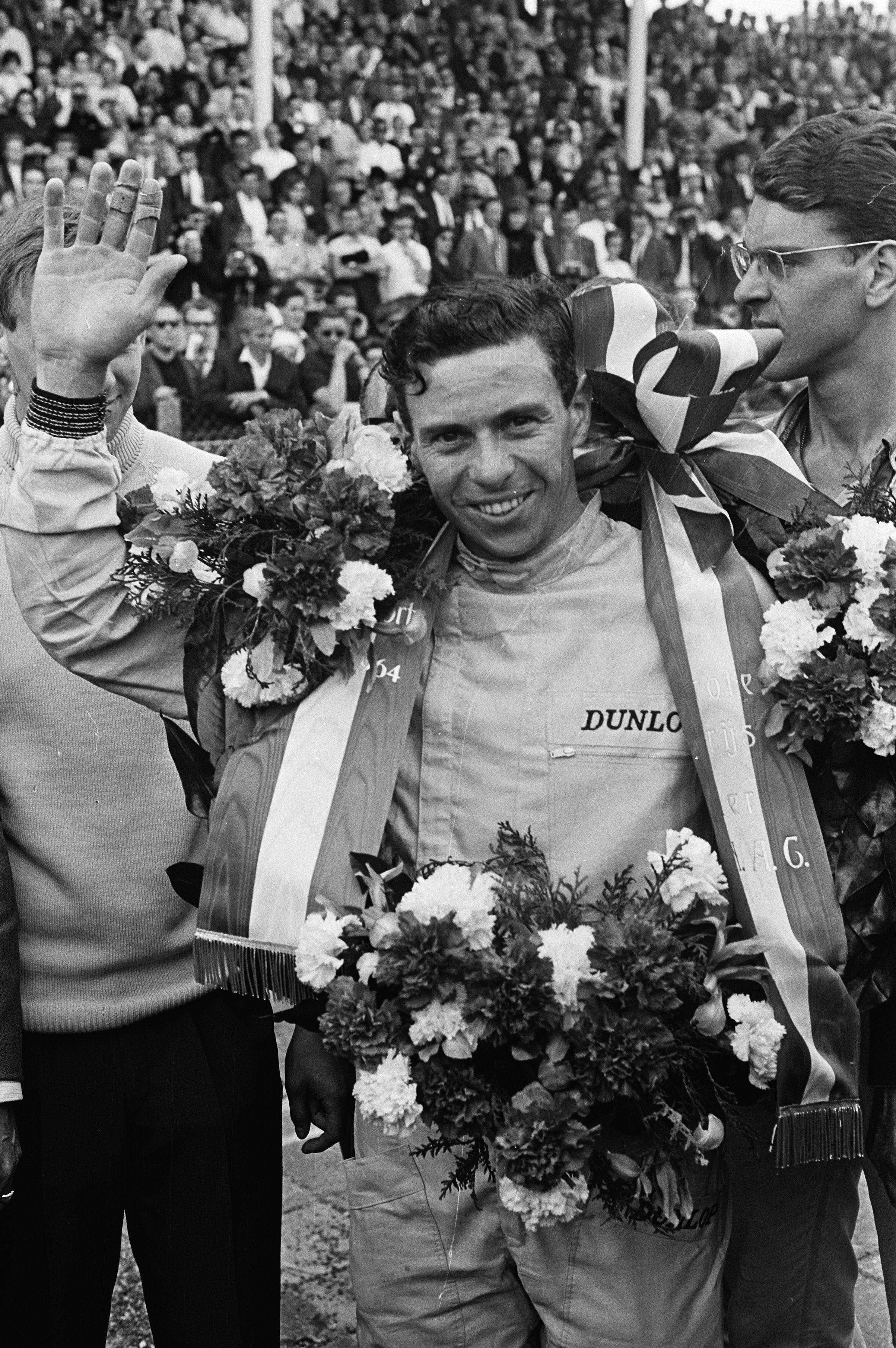
Victorieux aux Pays-Bas, Jim Clark rejoint Graham Hill en tête du championnat du monde.

| Pos. | Pilote         | Écurie  | Points | MON | NL | BEL | FRA | GBR | ALL | AUT | ITA | USA | MEX |
| ---- | -------------- | ------- | ------ | --- | -- | --- | --- | --- | --- | --- | --- | --- | --- |
| 1    | Graham Hill    | BRM     | 12     | 9   | 3  |     |     |     |     |     |     |     |     |
|      | Jim Clark      | Lotus   | 12     | 3   | 9  |     |     |     |     |     |     |     |     |
| 3    | Peter Arundell | Lotus   | 8      | 4   | 4  |     |     |     |     |     |     |     |     |
| 4    | Richie Ginther | BRM     | 6      | 6   | -  |     |     |     |     |     |     |     |     |
|      | John Surtees   | Ferrari | 6      | -   | 6  |     |     |     |     |     |     |     |     |
| 6    | Joakim Bonnier | Cooper  | 2      | 2   | -  |     |     |     |     |     |     |     |     |
|      | Chris Amon     | Lotus   | 2      | -   | 2  |     |     |     |     |     |     |     |     |
| 8    | Mike Hailwood  | Lotus   | 1      | 1   | -  |     |     |     |     |     |     |     |     |
|      | Bob Anderson   | Brabham | 1      | -   | 1  |     |     |     |     |     |     |     |     |

| Pos. | Écurie         | Points | MON | NL | BEL | FRA | GBR | ALL | AUT | ITA | USA | MEX |
| ---- | -------------- | ------ | --- | -- | --- | --- | --- | --- | --- | --- | --- | --- |
| 1    | Lotus-Climax   | 13     | 4   | 9  |     |     |     |     |     |     |     |     |
| 2    | BRM            | 12     | 9   | 3  |     |     |     |     |     |     |     |     |
| 3    | Ferrari        | 6      | -   | 6  |     |     |     |     |     |     |     |     |
| 4    | Lotus-BRM      | 3      | 1   | 2  |     |     |     |     |     |     |     |     |
| 5    | Cooper-Climax  | 2      | 2   | -  |     |     |     |     |     |     |     |     |
| 6    | Brabham-Climax | 1      | -   | 1  |     |     |     |     |     |     |     |     |

## À noter
- 11e victoire en championnat du monde pour Jim Clark.
- 16e victoire en championnat du monde pour Lotus en tant que constructeur.
- 30e victoire en championnat du monde pour Climax en tant que motoriste.